# K̆
Cette page contient des caractères spéciaux ou non latins. S’ils s’affichent mal (▯, ?, etc.), consultez la page d’aide Unicode.
K̆ (minuscule : k̆), appelé K brève, est une lettre supplémentaire de l'alphabet latin utilisée dans l’écriture du laze et la romanisation ISO 11940 du thaï. Il s’agit de la lettre K diacritée d’une brève. Elle est aussi utilisé en dialectologie ouralienne.

## Utilisation
Le k brève ‹ k̆ › est utilisé en laze, il est parfois remplacé par le k caron ‹ ǩ ›. En la romanisation ISO 11940 du thaï, ‹ k̆ › est utilisé pour romaniser ‹ ก็ ›. En l'alphabet phonétique ouralien et dialectologie ouralienne générale, ‹ k̆ › indiquer un k avec une prononciation faible (depuis au moins 1991).

## Représentations informatiques
Le K brève peut être représenté avec les caractères Unicode suivants :
- décomposé (latin de base, diacritiques) :

| formes    | représentations | chaînes de caractères | points de code | descriptions                                |
| --------- | --------------- | --------------------- | -------------- | ------------------------------------------- |
| capitale  | K̆               | K◌̆                    | U+004B U+0306  | lettre majuscule latine k diacritique brève |
| minuscule | k̆               | k◌̆                    | U+006B U+0306  | lettre minuscule latine k diacritique brève |